# Lorenzo Mendoza
Lorenzo Alejandro Mendoza Giménez (Caracas, 5 de octubre de 1965) es un ingeniero industrial y empresario multimillonario venezolano. Es conocido principalmente por ser presidente y dueño de Empresas Polar, la principal productora privada de bebidas y alimentos en Venezuela. 
Mendoza es considerado como una de las personas más ricas del país con un patrimonio estimado en 2500 millones de dólares (a septiembre de 2022). Su empresa genera más de 7 mil millones de dólares en ventas anuales en toda América.

## Trayectoria

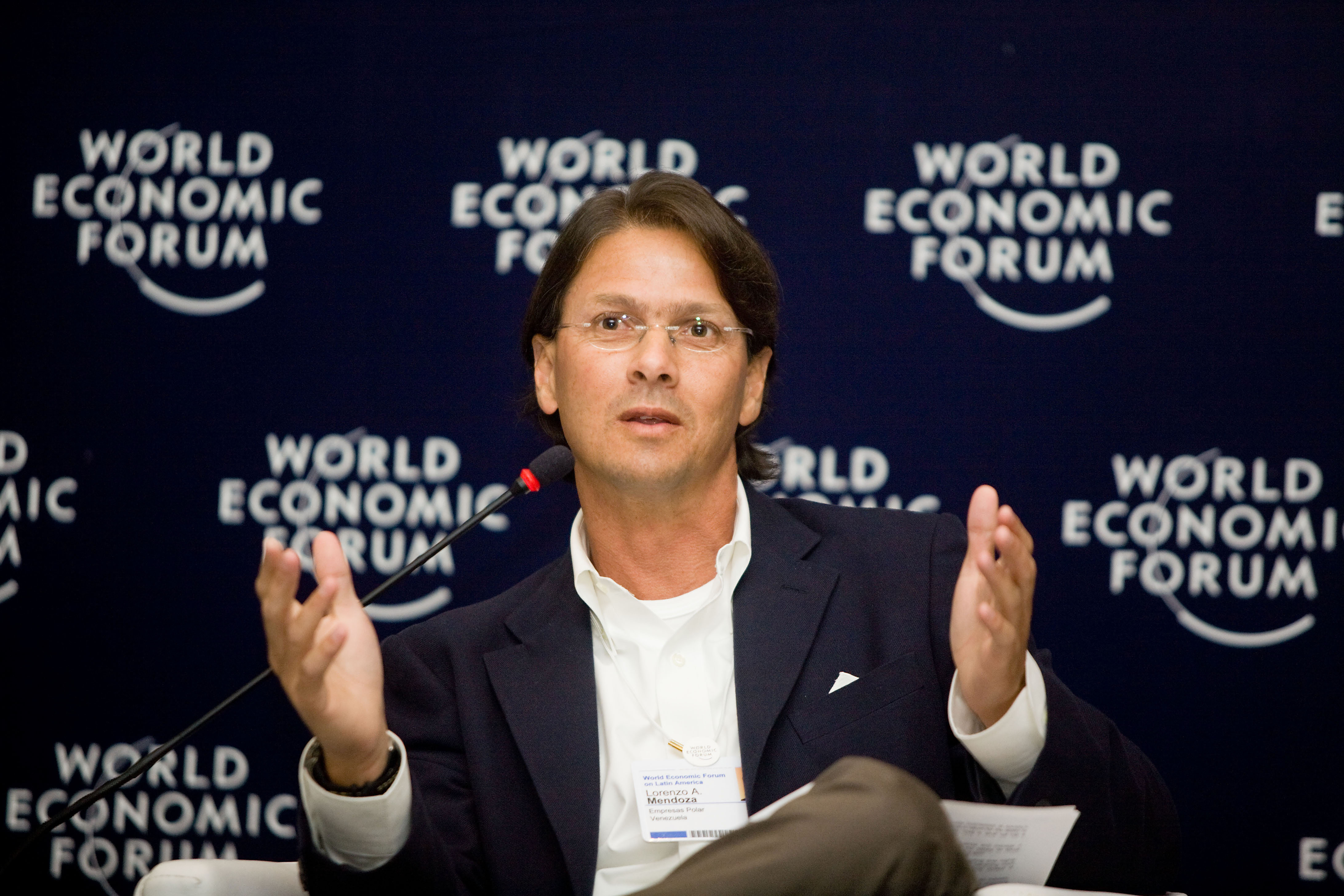
Lorenzo Mendoza en el Foro Económico Mundial.

Lorenzo Mendoza Giménez es hijo del matrimonio de empresarios venezolanos conformado por Lorenzo Alejandro Mendoza Quintero (tataranieto de Cristóbal Mendoza) y Leonor "Tita" Giménez Pocaterra, siendo el cuarto de seis hermanos, junto a Elisa, Leonor, Isabel, Patricia Mercedes y Juan Simón. Pertenece a la tercera generación de la familia de empresarios venezolanos Mendoza. Su abuelo, Lorenzo Alejandro Mendoza Fleury comenzó en la industria del jabón y fundó la Cervecería Polar en el año 1941. Cuando Mendoza Giménez todavía estaba estudiando en Nueva York, su padre murió repentinamente a los 55 años, y fue su madre; Leonor quien se encargó por cinco años de dirección de la Fundación Polar vinculada al grupo empresarial.
Después de graduarse en la Universidad de Fordham en Nueva York, obtuvo una maestría en 1993 de la Escuela de Administración Sloan MIT Sloan School of Management del MIT. Posteriormente, contrajo matrimonio con María Alexandra Pulido Mendoza y tuvieron seis hijos: María Alexandra, Lorenzo, Ana Mercedes, Cristóbal, Santiago y Sofía.[cita requerida] En 1992, Lorenzo Mendoza asumió la presidencia ejecutiva de Empresas Polar, conglomerado conformado por más de 40 empresas con cerca de 31.600 empleados que producen diversos rubros como pastas, arroz y aceite de maíz, además de helados, vinos, agua mineral, gaseosas, golosinas y pasapalos. Su división cervecera es la décima cuarta cervecería a nivel mundial.

### Empresas Polar
Desde el momento en que Mendoza Giménez asumió la presidencia de Empresas Polar, se enfocó en renovar la imagen de todas las empresas que constituyen al grupo y en mantener su crecimiento económico, logrando hacer que la misma pasara de generar un beneficio de 2.400 millones de dólares a 6500 millones de dólares. Según informa Empresas Polar, su gerencia se ha caracterizado por mantener una política de familiaridad y beneficios con respecto a todos los empleados del grupo y por  invertir en banca, hipermercados, petroquímica y petróleo. Según la revista Forbes, la fortuna de Mendoza Giménez se calculaba en 2.7 millardos de dólares en el 2014.

## Polémicas

### Acusaciones de «traición a la patria»
El 21 de octubre de 2015, en una sesión extraordinaria en la Asamblea Nacional, se debatió la posibilidad de llevar a Fiscalía una denuncia contra Mendoza y el exministro Ricardo Hausmann por "traición a la patria" y por crear una "asociación para delinquir". El encargado de llevar la denuncia a la fiscal general Luisa Ortega Días fue el diputado Pedro Carreño, la fiscal dijo que la denuncia “cumple con los requisitos establecidos en la ley, y (dijo) que, de manera expedita, iniciará los procedimientos que ella tiene para avanzar en la investigación”. Según Diosdado Cabello, Mendoza pediría un préstamo de 40.000 millones de dólares en el Fondo Monetario Internacional, para financiar el gobierno que sucedería al de Nicolás Maduro. El empresario repudió a través de un comunicado que Cabello difundiera “una conversación privada” y rechazó lo que definió como un intento “de manipular a la opinión pública”.

### Candidatura presidencial

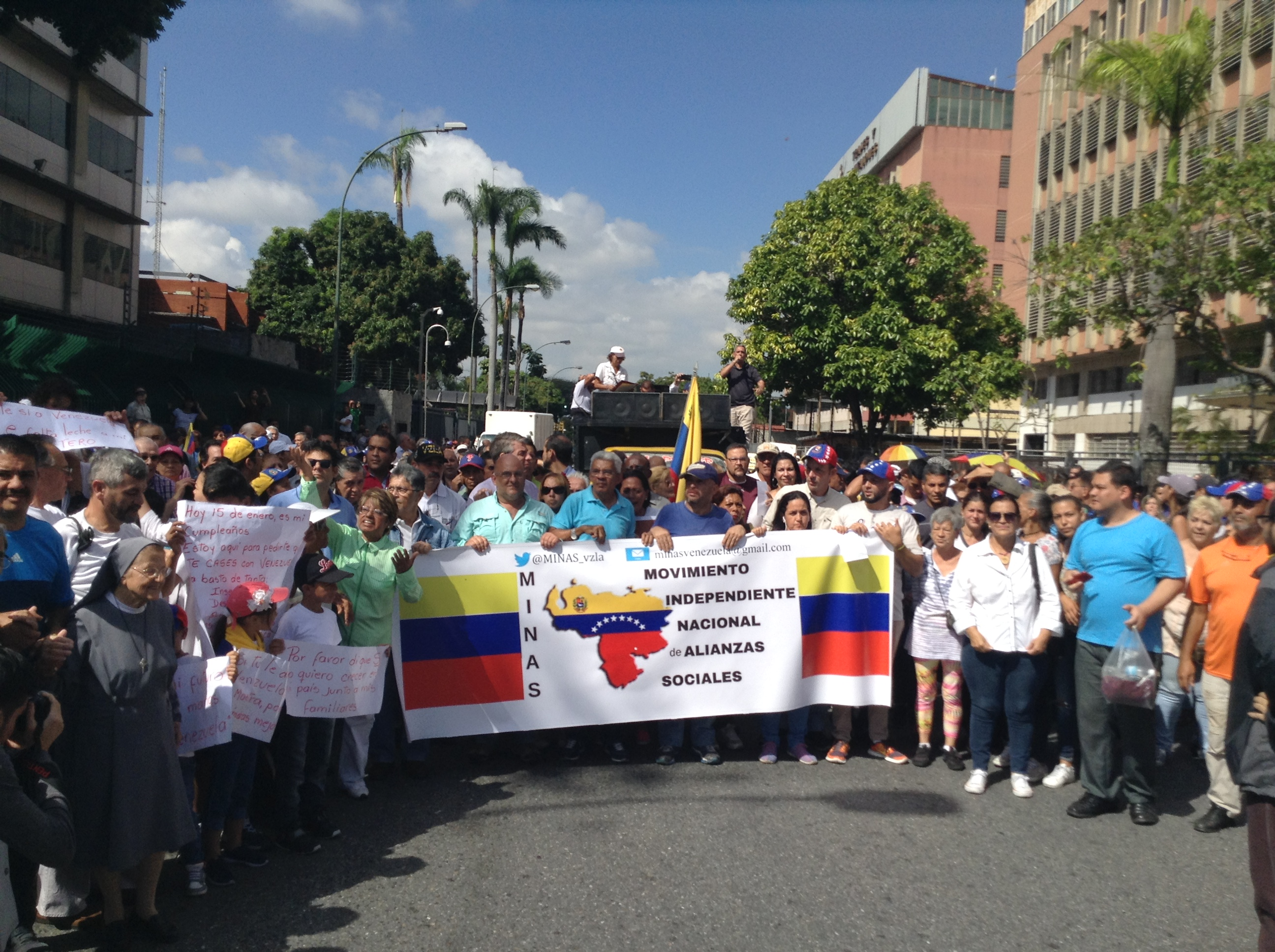
Multitud en apoyo a Lorenzo Mendoza.

A finales de 2017 y enero de 2018, una parte de los venezolanos aseguraba que si hubiera un candidato para las presidenciales, ese sería Lorenzo Mendoza, fue en ese momento que se posicionó en las encuestas como el "candidato preferido", durante enero y febrero, las redes sociales mostraban su apoyo a Lorenzo Mendoza, a quién pedían que se postulara en las elecciones previstas para ese año. El 7 de febrero del mismo año, se realizó una marcha en Caracas en apoyo a la candidatura de Mendoza, la marcha estuvo acompañada de algunos dirigentes políticos. El mismo año Lorenzo Mendoza descartó postularse a las elecciones presidenciales.